# Air Algérie
Air Algérie (Arabisch: الخطوط الجوية الجزائرية, al-ḫuṭūṭ al-ǧawwiyya al-ǧazāʾiriyya) is de nationale luchtvaartmaatschappij van Algerije, met als basis Algiers. Het vliegt nationale en internationale vluchten, alsook chartervluchten.
Air Algérie is in 1947 als SACA-Air Algérie opgericht. Na een fusie met de Compagnie Generale Transatlantique in 1953 werd de naam CGTA-Air Algérie en in 1962 werd de huidige naam ingevoerd. Air Algérie werd in 1972 genationaliseerd.

## Vloot
De vloot van Air Algérie bestond op 12 januari 2019 uit de volgende 57 toestellen.
- 15 ATR 72-200
- 5 Boeing 737-600
- 2 Boeing 737-700
- 25 Boeing 737-800
- 8 Airbus A330-200

## Ongeluk
Op 24 juli 2014 verongelukte vlucht AH5017 van Air Algérie in de Sahara. De McDonnell Douglas MD-83, die van Swiftair werd geleased, verdween na ongeveer 50 minuten van de radar. Het toestel was van Ouagadougou, de hoofdstad van Burkina Faso, naar de Algerijnse hoofdstad Algiers onderweg. Alle 116 inzittenden, waaronder 51 Franse passagiers, kwamen daarbij om het leven.